# S-100-Proteine
Die Proteine der Multigen-Familie S-100 sind Calcium-bindende Proteine mit niedriger Molekülmasse (9–13 kDa) und einer Vielzahl von zellulären Funktionen (z. B. Phosphorylierungen).
Zu den S-100 Proteinen gehören 19 Mitglieder, die in unterschiedlichsten Zelltypen exprimiert werden:
- S100B wird vor allem in Gliazellen aber auch in Adipozyten, Melanozyten und Chondrozyten exprimiert.
- S100A1 findet man in Kardiomyozyten, Speicheldrüse, Niere, Muskelzellen und Nervenzellen des Hippocampus.
- S100A6 findet man in Bindegewebe und Muskelgewebe.
- Calprotectin (S100A8/S100A9-Heterotetramer) wird als Nachweis für Leukozyten in entzündetem Gewebe verwendet, besonders im Darm bei Colitis ulcerosa, Morbus Crohn und anderen Entzündungsgeschehen durch Stuhlprobe. Der Serumwert dient als alternativer Entzündungsmarker.
- S100A9 wird als Screeningparameter für den Prostatakrebs verwendet.[1]

Die Bezeichnung "S-100" leitet sich von der Löslichkeit in gesättigter, also 100-prozentiger, Ammoniumsulfatlösung ab.

## Verwendung in der Diagnostik
Da die jeweiligen Untertypen der Proteine nur in bestimmten Zelltypen vorkommen, eignen sie sich zur medizinischen Diagnostik. Durch Konzentrationsveränderungen können Rückschlüsse auf Erkrankungen in den jeweiligen Zellen und Geweben gezogen werden.

### Histopathologie
In der histopathologischen Diagnostik werden S-100-Antikörper eingesetzt, um bestimmte Tumorzellen, die typischerweise S-100-positiv sind (z. B. chondroide Tumoren, Gliome, Schwannome, Melanome) immunhistochemisch von S-100-negativen Tumoren abzugrenzen.

### Neurologie
In der neurologischen Diagnostik wird die Bestimmung der S-100B-Protein-Konzentration als Marker für eine Hirnschädigung eingesetzt. Hierbei wird angenommen, dass es nach einer Hirnschädigung (z. B. nach einem Schlaganfall oder einem Schädelhirntrauma) zu einer Freisetzung von S-100B-Proteinen aus Gliazellen in Liquor cerebrospinalis ins Blut kommt, der diagnostisch genutzt werden kann. Verschiedene Studien zeigten einen relativ hohen negativen Voraussagewert, mit dem ein leichtes Schädel-Hirn-Trauma (SHT) innerhalb weniger Stunden nach dem Unfall mit einer einfachen Blutanalyse ausgeschlossen werden kann. Andererseits sind S100-Anstiege im Serum nur wenig spezifisch: sie wurden auch bei Marathon- und Langstreckenläufern  beobachtet und spiegeln nicht eine echte Schädigung des Gehirns wider, sondern beruhen auf einer Freisetzung aus der Skelettmuskulatur.